# فرناندو بيسوا
أنطونيو فرناندو نوغيرا دي سيابرا بيسوا (بالبرتغالية: Fernando Pessoa) (13 يونيو 1888–30 نوفمبر 1935) شاعر وكاتب وناقد أدبي، ومترجم وفيلسوف برتغالي، يوصف بأنه واحد من أهم الشخصيات الأدبية في القرن العشرين، وواحد من أعظم شعراء اللغة البرتغالية، كما أنه كتب وترجم من اللغة الإنجليزية والفرنسية، ومن أبرز مترجمي أعماله إلى العربية المهدي أخريف.

## حياته
ولد في لشبونة يوم 13 يونيو 1888، وتوفي والده وهو في الخامسة من عمره، وتزوجت والدته مرة ثانية وانتقلت مع عائلتها إلى جنوب أفريقيا، حيث ارتاد بيسوا هناك مدرسة إنكليزية، وعندما كان في الثالثة عشر من عمره عاد إلى البرتغال لمدة عام، ثم عاد إليها بشكل دائم عام 1905، درس في جامعة لشبونة لفترة قصيرة، وبدأ بنشر أعماله النقدية والنثرية والشعرية بعد فترة وجيزة من عمله كمترجم إعلاني، وفي عام 1914 وجد بيسوا أبداله الرئيسة الثلاثة، وهو العام الذي نشر فيه قصيدة لأول مرة، وقد اشتهر بأبداله الأدبية، والتي يصل عددها إلى 80 شخص تقريباً، وهؤلاء الأبدال شخصيات قام بيسوا باختراعها ومنحها أسماء وميز آراء كل منها السياسية والفلسفية والدينية، وقد قام كل من هؤلاء الأبدال بالكتابة أو الترجمة أو النقد الأدبي، ومن أشهر أبداله: ألبرتو كاييرو، ريكاردو رييس، ألفاردو دي كامبوس.

## أعماله
بعد وفاته عُثر على حقيبة تحوي على أكثر من 25000 مخطوطة عن موضوعات مختلفة منها الشعر، الفلسفة، النقد وبعض الترجمات والمسرحيات، كما أنها تحتوي على خرائط لأبداله، وهي اليوم محفوظة في مكتبة لشبونة الوطنية ضمن ما يعرف بـ“أرشيف (بيسوا)”، وقد نُشر له:
- كتاب اللاطمأنينة.
- أناشيد ريكاردو رييس.
- لست ذا شأن.
- الباب وقصص أخرى.
- قصائد ألبارو دي كامبوس.
- راعي القطيع والقصائد الأخرى.
- رباعيات.
- نشيد بحري.
- رسائل إلى الخطيبة.[1]
- يوميات.[2]

## أعماله البوليسية
في أدب الجريمة، يتمحور الموضوع بشكل أساسي حول الجريمة نفسها؛ وبناءً على ذلك، يركز السرد على التحقيق وكشف التفاصيل غير المعروفة المرتبطة بالعمل الإجرامي. معظم المنظرين يرون أن أساس معظم الأعمال في جنس أدب الجريمة تتميز بسرد خطي عائد، نظرًا لأن كشف الجريمة يوجه الحبكة نحو الماضي (الوقت الذي وقعت فيه الجريمة)، وأيضًا نحو المستقبل (الوقت الذي يتم فيه حل اللغز ويعاقب فيه الجاني بشكل عادل). فيما يتعلق بتسلسل السبب والنتيجة، فإن المنظور الزمني الذي يتم اتباعه هو دائري: البداية هي النهاية والنهاية هي البداية.
في الأدب الكلاسيكي لجنس الجريمة، الشخصيات الرئيسية هي المجرمون، وبطبيعة الحال، المحقق. ومع ذلك، في أعمال الروائية الأكثر مبيعًا بشكل عام (مثل أجاثا كريستي)، يمكن اكتشاف عناصر تتجاوز إطار العمل التقليدي لجنس الجريمة أو قصة المحقق. وهذا يعني أن الاهتمام لا ينصب فقط على الهدف النهائي - وهو كشف الجريمة - بل يركز بشكل أكبر على العملية نفسها (التحقيق)، وعلى نوع من التحليل النفسي عندما يتعلق الأمر بشخصية المجرم.
هذه المجموعة من أعمال المؤلف تتكون من مجموعة متنوعة من الأعمال النثرية القصيرة، بعضها يبدو مكتملاً، لكن الغالبية منها عبارة عن مسودات غير مكتملة أو قصص متوقفة فجأة. لا يمكن الحديث عن قصص الجريمة الخاصة ببيسوا دون الإشارة إلى تأثير إدغار آلان بو، خاصة في قصص بيسوا البوليسية، التي تعتمد على الاستنتاج المنطقي، أي الإجراءات العقلانية التي تُتبع في حل القضايا الغامضة.
بيسوا هو من المؤلفين الذين يميلون باستمرار إلى التفكير العميق، وتحليل العالم من منظور شخصي و/أو، في حالته، من منظور شخصياته المتعددة. إذ تختلف استراتيجياته الأدبية بشكل كبير عن ما يمكن وصفه بأنه نص جريمة كلاسيكي. نقصد هنا بشكل أساسي بناء القصة، حيث يخيب باستمرار توقعات القارئ فيما يتعلق ببناء الأدوار التقليدية للمحقق والجاني، ولكن بشكل أكبر عندما يتعلق الأمر بعملية التحقيق التي يرفعها بيسوا، وفقًا لأسلوبه الأدبي غير التقليدي، إلى مستوى مبتكر تمامًا. التأملات، النقاشات الفلسفية، التأكيد على المنطق وعمليات التفكير، والتحليل والتوضيح لجميع جوانب فن الاستدلال تتجاوز بلا شك نطاق قصة المحقق التقليدية. تنتمي قصص الجريمة التي كتبها الكاتب البرتغالي فرناندو بيسوا عن المحقق "كواريسما" إلى تقليد أدبي من القرن العشرين يُطلق عليه غالبًا "العصر الذهبي البريطاني لأدب الجريمة"، أي ما يسمى بأدب "من ارتكب الجريمة؟". وقد تطورت هذه الأنواع من القصص النثرية بين الحربين العالميتين، حيث كانت الجريمة والغموض في قلب هذه الأعمال.
- حكايات منطقية يليها نص نظري للكاتب حول القصة البوليسية: يضع بيسوا بورتريهاً متكاملاً لشخصية المفتش ويليام باينغ الذي يحقِّق في مختلف القضايا التي تظهر في هذه القصص، ويمثل هذا الرقيب السابق رجلَ التحري الذي يشكِّل الخيط الرابط بين قضاياها وإشكالياتها. شخصيتُه مزيج من العبقرية والصراحة، وتجسيد لقوة الاستنتاج المنطقي، المبني على التخمين المجرّد الذي يضاهي أصعب ألعاب السيرك وأكثرها تعقيداً. يضمُّ الكتاب مقدمة وأربع قصص بوليسية كتبها فرناندو بيسوا باللغة الإنكليزية بين سنتي 1906 و1907، ويتضمن نصّاً نظرياً حول جنس القصة البوليسية كتبه في الفترة نفسها. وقد صدرت هذه النصوص للمرة الأولى عام 2012 محقَّقةً على يد الباحثة البرتغالية آنا ماريا فرِيتاش التي قامت بتوثيقها وترتيبها وفقاً لخصوصيات مسوّدات الكاتب التي توجد في المكتبة الوطنية البرتغالية في لشبونة.  أما في النص النظري الذي وضعه بيسوا تحت عنوان «القصة البوليسية»، فتبرز نظرته الخاصة لهذا الجنس الأدبي من خلال قراءاته المتنوعة وذوقه المتميِّز. وتنم آراؤه في هذه الدراسة غير المسبوقة في تاريخ الأدب البرتغالي عن تعطُّش الكاتب للجديد ورغبته في اقتحام آفاق إبداعية أكثر رحابة، كما تكشف عن معرفته العميقة بكُتّاب هذا النوع من النصوص وتقديره لجنس أدبي لم يكن يحظى وقتئذٍ باحترام الأدباء والنقّاد من أبناء جيله.
- كواريشما فكاك الرموز : يكتشف القارىء شخصية كْواريشْما، المدعو فكّاك الرموز، وهو رجل تحرّي غير عادي، يعيش في مدينة لشبونة، وحيداً مع أفكاره المجردة، يدخِّن السجائر ويتأمّل غرائب هذه الدنيا، ويشعر، مثل الكاتب، بالراحة في اللغة أكثر من الواقع.  يتبعها كْواريشْما  طريقة غريبة في تحرياته، إنه يفضِّل أن يعتمد على منطقه الفكري وطريقته في الاستدلال بدل النبش في مسرح الجريمة، بل إنه لا يتدخّل إلا إذا وصلت تحريات الشرطة إلى الباب المسدود. حينئذ يستنجد صديقه، المفوَّض مانْويلْ غيديشْ.

## شخصياته الأدبية
وصل عدد بدائل فرناندو بيسوا إلى نحو 80 شخصية، منها 3 شخصيات رئيسية لكلاً منها تجربة مختلفة تماماً، وارتبطت جميعها باسم بيسوا وعُرفت بأعمالها المستقلة، وهي:

### ألبرتو كاييرو
ولد في لشبونة يوم 16 أبريل 1889م، شاعر موضوعي ومحايد للطبيعة، وهو أول شخصيات فرناندو بيسوا ويعتبره معلمه ومعلم الشخصيات الأخرى، وإليه كان يلجأ بيسوا ليخفف عن نفسه معاناة التفكير بلا انقطاع، وهو أقصر الشخصيات عمراً؛ إذ توفي وهو في السابعة والعشرين من عمره عام 1915م بعد أن أصيب بالسل، وظهر عمله كاملاً في 8 مارس 1994م متمثلاً بديوان (راعي القطيع).

### ريكاردو رييس
ولد في أوبرطو بتاريخ 19 نوفمبر 1887م، لم تكن بينه وبين بيسوا معرفة شخصية، وهو شاعر كلاسيكي ترك قرابة 200 نشيد، وصدر له عمل أدبي بعنوان (أناشيد ريكاردو رييس)، وتوفي عام 1888م، أي في نفس العام الذي ولد فيه بيسوا، إلا أنه سبقه ببضعة أيام.

### ألبارو دي كامبوس
ولد في 15 أكتوبر 1890م في طابيرا، (15 أكتوبر 1890 - 30 نوفمبر 1935) كان أحد الأسماء المتغايرة المختلفة للشاعر فرناندو بيسوا، والمعروف على نطاق واسع بأسلوبه القوي والغاضب في الكتابة. وفقًا لمؤلفه، وُلدت هذه الأنا المتغيرة في تافيرا ب البرتغال، ودرست الهندسة الميكانيكية وتخرجت أخيرًا في هندسة السفن في غلاسكو. بعد رحلة في أيرلندا، أبحر كامبوس إلى الشرق وكتب قصيدته «أوبياريو» في قناة السويس «على ظهر السفينة». عمل في Barrow-on-Furness (كذا) (الذي كتب بيسوا قصيدة عنه) ونيوكاسل أون تاين (1922). عاد كامبوس العاطل عن العمل إلى لشبونة في عام 1926 (كتب بعد ذلك القصيدة «إعادة النظر في لشبونة»)، حيث عاش منذ ذلك الحين. ولد في أكتوبر 1890، لكن بيسوا لم يضع حدًا لحياة كامبوس، لذلك كان سينجو من مؤلفه الذي توفي في نوفمبر 1935. يمكن تقسيم أعمال كامبوس إلى ثلاث مراحل: مرحلة الانحطاط، المرحلة المستقبلية ومرحلة الانحطاط (الحزين). اختار ويتمان ومارينيتي كأساتذة، أظهر بعض أوجه التشابه مع أعمالهم، خاصة في المرحلة الثانية: ترانيم مثل "Ode Triunfal" و "Ode Marítima" و "Ultimatum" تشيد بقوة التكنولوجيا الصاعدة، وقوة الآلات، الجانب المظلم للحضارة الصناعية، وحب غامض للآلات. شاركت المرحلة الأولى (التي تميزت بها القصيدة أوبياريو) بعضًا من تشاؤمها مع صديق بيسوا ماريو دي سا كارنيرو، أحد زملائه في العمل في مجلة Orpheu. في المرحلة الأخيرة، يسقط بيسوا القناع ويكشف من خلال كامبوس كل الفراغ والحنين الذي نمى خلال سنوات حياته الأخيرة. في مرحلته الأخيرة، كتب كامبوس قصيدتي «إعادة النظر في لشبونة» و «متجر توباكو» المعروف
و يعتبر أكثر شخصيات بيسوا واقعية، وكان أكثرهم وجودية، وأكثر قلقاً وضجراً وجرأة، وبالتالي أكثر شبهاً بشخصية بيسوا الحقيقية، وتميز بظهوره في اللحظات التي كان بيسوا يشعر فيها برغبة ملحة للكتابة بدون أي سبب، وجُمعت قصائده في ديوان بعنوان (قصائد ألبارو دي كامبوس)، وأشهر قصائده (تحية إلى والت ويتمان).

## وفاته
توفي في لشبونة إثر تشمع في الكبد يوم 30 نوفمبر 1935.

## أرشيف الصور

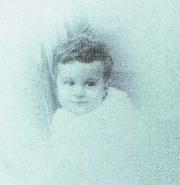
في طفولته عام 1889
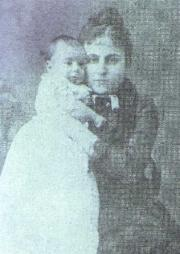
مع والدته
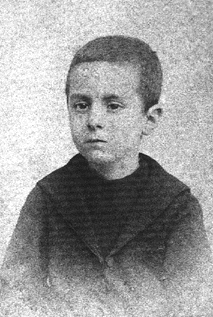
في طفولته عام 1894
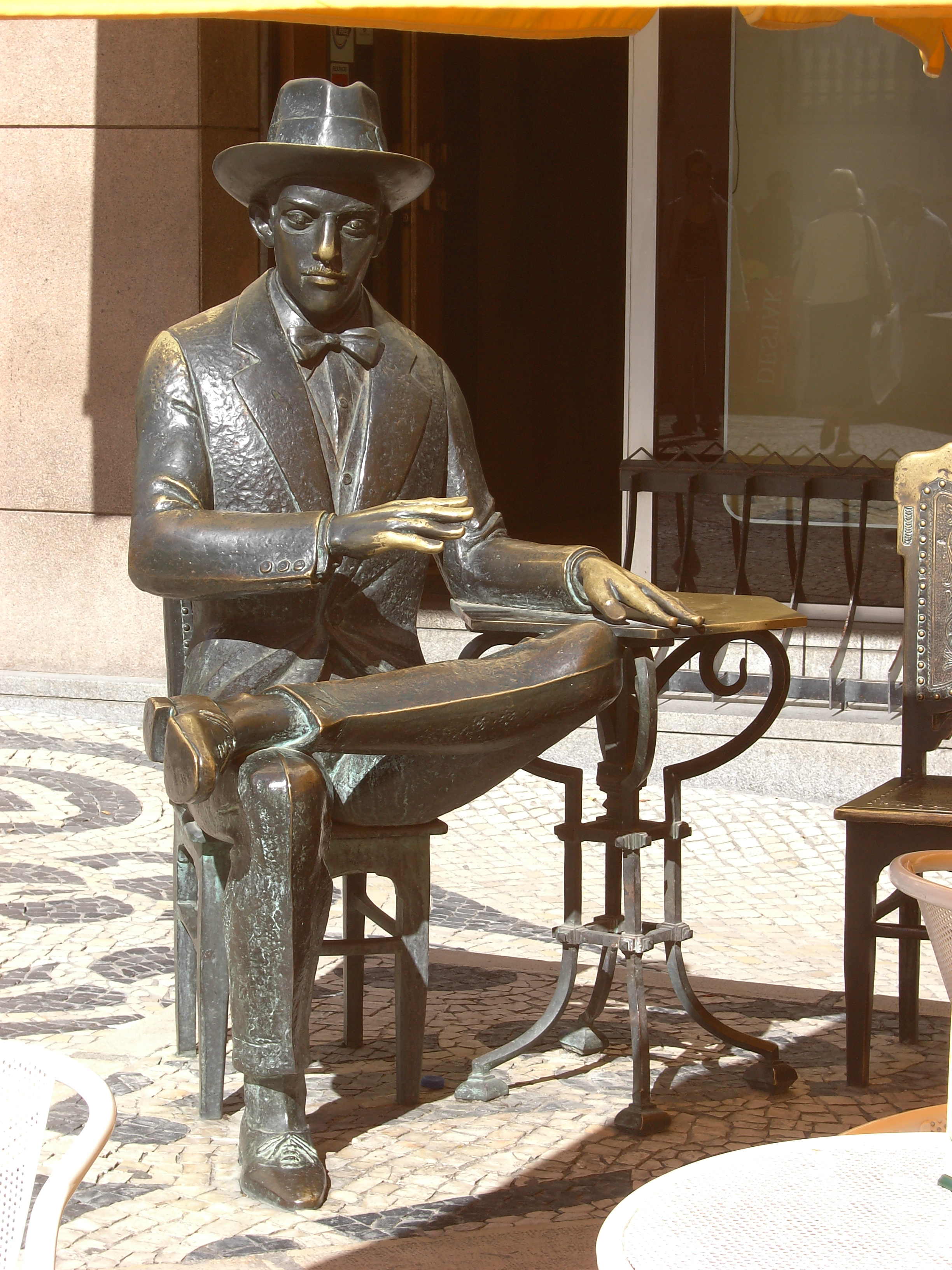
تمثال لفرناندو بيسوا في لشبونة
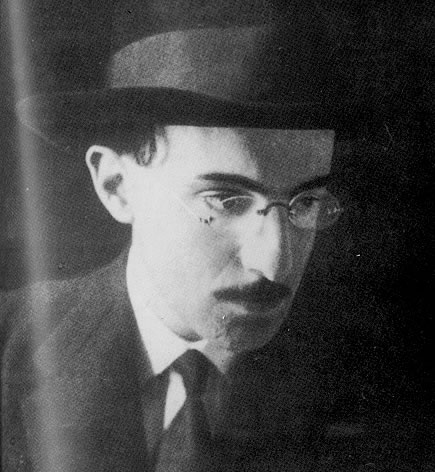
في شبابه

## روابط خارجية
- فرناندو بيسوا على موقع IMDb (الإنجليزية)
- فرناندو بيسوا على موقع الموسوعة البريطانية (الإنجليزية)
- فرناندو بيسوا على موقع ميوزك برينز (الإنجليزية)
- فرناندو بيسوا على موقع إن إن دي بي (الإنجليزية)
- فرناندو بيسوا على موقع ديسكوغز (الإنجليزية)
- فرناندو بيسوا على موقع قاعدة بيانات الفيلم (الإنجليزية)